# 獨立鎮區 (堪薩斯州巴頓縣)
獨立鎮區（英語：Independent Township）為位在美國堪薩斯州巴頓縣的鎮區。2010年美国人口普查中該鎮區人口有758人。
獨立鎮區於1875年設立。

## 地理
獨立鎮區涵蓋面積92.95平方（35.89平方英里），境內擁有一座城鎮：克拉夫林。

### 墓園
根據美國地質調查局的資料，此鎮區擁有2座墓園：
- 布盧明代爾墓園（Bloomingdale Cemetery）
- 普萊森特維尤墓園（Pleasant View Cemetery）

## 人口統計
根據2010年美國人口普查，獨立鎮區人口有758人，人口密度為8.16人/平方公里。種族方面，97.1%為白人；0.13%為非裔美洲人；0.53%為美洲原住民；0%為亞洲人；0%為太平洋島民；1.06%為其他種族；另外有1.19%為兩個或以上的種族。而西班牙裔美國人或拉丁美洲人佔該鎮區人口的3.03%。

## 外部連結
- US-Counties.com
- City-Data.com （页面存档备份，存于）